# Terina sanguinaria
Terina sanguinaria är en fjärilsart som beskrevs av George Thomas Bethune-Baker 1911. Terina sanguinaria ingår i släktet Terina och familjen mätare. Inga underarter finns listade i Catalogue of Life.